# 孙永春
孙永春（1957年5月—），男，汉族，山东寿光人，中华人民共和国政治人物。曲阜师范大学函授中文系大专班毕业，中共中央党校在职研究生学历，工商管理硕士学位。

## 生平
1976年7月加入中国共产党。1978年10月参加工作，历任共青团山东省委副书记；中共德州市委副书记、代市长、市长，中共烟台市委副书记、市长、市委书记、市人大常委会主任等职。
2011年4月，升任中共贵州省委常委、省委组织部部长、省委党校校长。2017年1月，当选贵州省人大常委会副主任、党组书记。2018年2月，当选为第十三届全国人大代表。2021年1月，辞去省人大常委会副主任职务。